# Решко Мирослав Павлович
Мирослав Павлович Решко (18 серпня 1970, Мукачеве, Закарпатська область, СРСР) — колишній український футболіст, захисник.

## Біографія
Вихованець мукачівського футболу. Почав грати у клубі «Бофіка» (Карпилівка) в 1990 році. Професіональну кар'єру розпочав у радянському клубі «Приборист». Після грав уже в українському клубі «Карпати».
З 1994 по 1999 рік виступав за угорські «Штадлер» та БВСК. Сезон 1999/2000 років провів у «Вашуташі» (Дунакесі).
У 2002 році виступав в аматорському чемпіонаті України за «Мукачеве». У 2008 році став переможцем чемпіонату Закарпаття. Із серпня 2009 року виступав за аматорський клуб «Поляна». У 2010 році перейшов до клубу «Ф. Медвідя» (с. Нове Давидково).